# Air Corsica

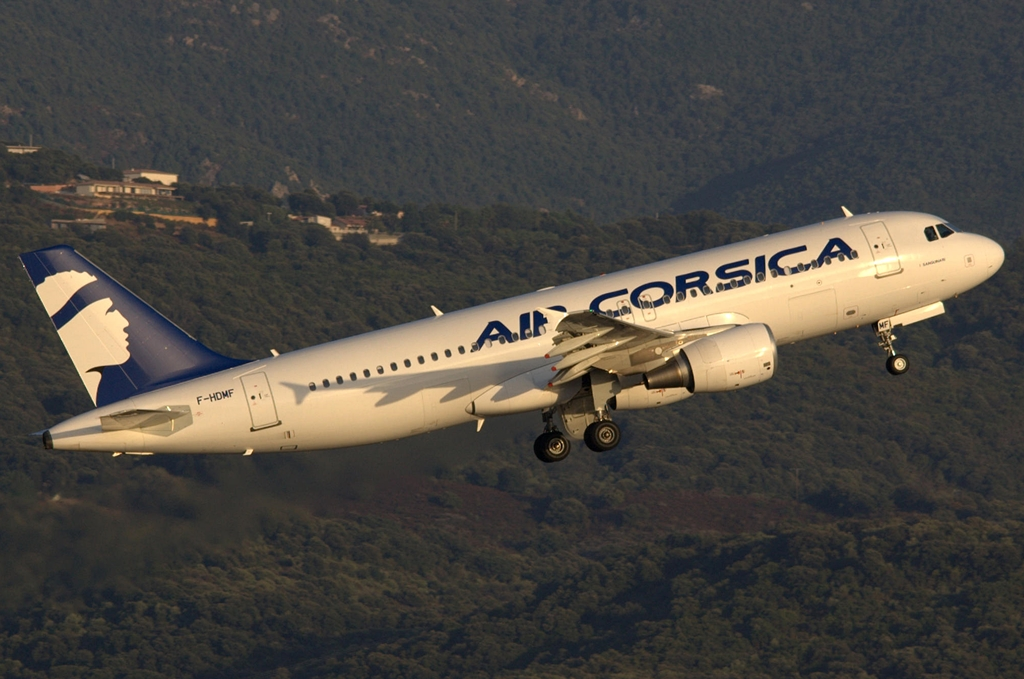
Air Corsica Airbus A320.

Air Corsica (Compagnie Aérienne Corse Méditerranée S.A.E.M., tidigare känt som CCM Airlines) är ett regionalt flygbolag som flyger från Calvi, Ajaccio, Figari och Bastia på Korsika. Flygbolaget bildades 6 januari 1989.

## Historia
Flygbolaget grundades 1 januari 1989 som Compagnie Corse Mediterranee och påbörjade sina flygningar i juni 1990. Bolaget bytte namn till CCM Airlines i november 2000 och till Air Corsica i oktober 2010. Ett partnerskap har utvecklats med Air France. Den 14 juni 2005 beställde flygbolaget 6 nya ATR 72–500-plan för att ersätta de äldre ATR 72–200, genom ett kontrakt värt över 100 miljoner dollar. Leverans av de nya planen skedde mellan slutet av 2005 och mitten av 2007. Flygplanen drevs genom en Air France-KLM-franchise med flygningar från fyra korsikanska flygplatser till Lyon, Marseille och Nice.
Bolaget ägs av Collectivité Territoriale de Corse (60,37%), Air France (11,94%), Crédit Agricole (7,55%), SNCM (6,68%) och resterande av 6 mindre investerare. 

## Flotta
Air Corsicas flotta består av följande modeller (augusti 2017):

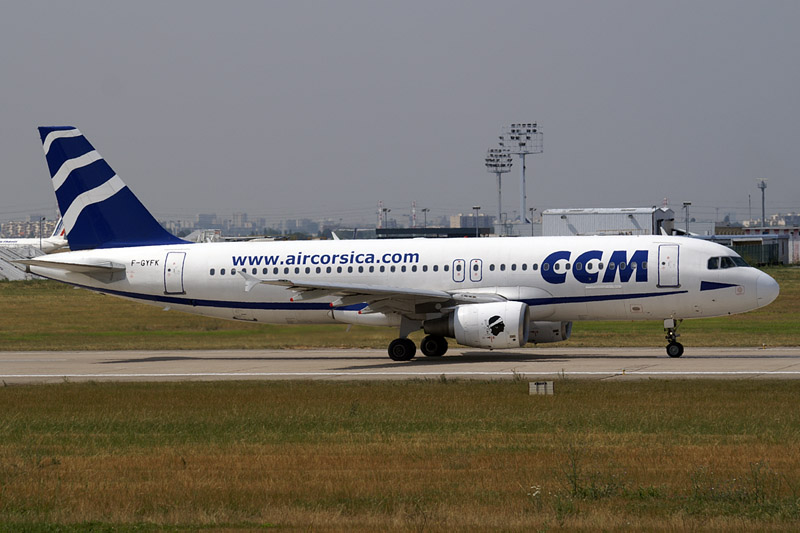
En Airbus A320 före bolagets namnbyte.

| Flygplan        | Antal | Order | Passagerare | Anteckningar |
| --------------- | ----- | ----- | ----------- | ------------ |
| Airbus A320-200 | 5     | —     | 180         |              |
| ATR 72-500      | 5     | —     | 70          |              |
| Total           | 10    | —     |             |              |